# Trung tâm Nghiên cứu Vũ trụ Quốc gia Pháp

Biểu trưng của CNES

Trung tâm Nghiên cứu Vũ trụ Quốc gia Pháp viết tắt là CNES (Centre National d'Études Spatiales), một cơ quan vũ trụ được điều hành bởi chính phủ Pháp (trực thuộc Bộ Nghiên cứu Pháp và Bộ Quốc phòng Pháp) nhưng có những đặc điểm công nghiệp và kinh doanh đặc thù. Trụ sở của cơ quan này tại Paris, nhưng cơ sở lớn nhất đặt tại Toulouse. Cơ quan vũ trụ này điều hành Trung tâm Vũ trụ Guyana, một trạm phóng vệ tinh nhân tạo và tàu vũ trụ. Nhiều vệ tinh hay chương trình vũ trụ của CNES cũng được phóng từ các trạm phóng điều hành bởi các quốc gia khác.
CNES được thành lập năm 1961, có nhiệm vụ đề xuất cho chính phủ Pháp các kế hoạch chính trị cho các chương trình vũ trụ của Pháp trong mối liên hệ với Liên minh châu Âu và thực hiện các kế hoạch này. CNES đảm bảo cho Pháp có thể tự lực thực hiện các chương trình vũ trụ, và nằm ở vị trí tiên phong trong Châu Âu và trên thế giới trong lĩnh vực này, bằng các nắm chắc các công nghệ vũ trụ và hoạch định chương trình vũ trụ tương lai.
CNES thực hiện các kế hoạch bằng việc tổ chức liên hệ giữa các nhóm công nghiệp và các phòng thí nghiệm khoa học trong Pháp, đồng thời tham gia các hợp tác quốc tế. CNES hợp tác thường xuyên nhất với Arianespace, ESA và NASA, nhưng cũng có nhiều dự án hợp tác với Nga, Nhật Bản, Trung Quốc, Ấn Độ và các nước khác.
CNES hiện có 2.400 nhân lực, trong đó có 1.800 kỹ sư và quản lý. Trong số này có 35% phụ nữ.
Các lĩnh vực hoạt động:
- Đưa đón tàu lên vũ trụ
- Ứng dụng công nghệ vũ trụ cho toàn dân
- Phát triển bền vững
- Thực hiện nghiên cứu khoa học và công nghệ cho lĩnh vực vũ trụ
- Quốc phòng